# Ionbinding
En ionbinding er en kemisk binding mellem ioner.
En ion opstår ved at atomer eller molekyler afgiver eller optager en eller flere elektroner fra et andet atom eller molekyle. Herefter tiltrækkes positive og negative ioner af hinanden. På den måde bliver der skabt en ionbinding mellem de nye negative og positive ladede ioner. Positive ioner er indikeret med et + i toppen. Negative ioner er indikeret med et - i toppen. Negative ladede ioner har optaget en eller flere elektroner og positivt ladede ioner har afgivet en eller flere elektroner.
I atomer er de elektroner, der omkredser atomkernen, ordnet i såkaldte skaller, der hver har plads til et bestemt antal elektroner. Da atomerne ifølge oktetreglen "foretrækker" at have den yderste skal (der har indflydelse på atomets kemiske reaktionsevne) fyldt til det maksimale antal elektroner, ses det ofte at atomer (især af reaktionsivrige stoffer) optager eller afgiver elektroner  for at opnå, at den yderste (tilbageværende) skal indeholder det størst mulige antal elektroner. Derved bliver atomerne elektrisk ladede, dvs. to sådanne ioner med elektrisk ladning af forskellige fortegn vil tiltrækkes og knytte sig til hinanden på grund af den elektriske tiltrækning mellem dem.
For eksempel er køkkensalt (ca. 97% natriumchlorid) en sammensætning af Na+- og Cl--ioner i forholdet 1:1. Da det neutrale natriumatom har en elektron "i overskud" i forhold til oktetreglen, kan den "overskydende" elektron med fordel afgives til chloratomet, som tilsvarende "mangler" en. En sådan kemisk forbindelse af ioner, bundet sammen af ionbindinger, kaldes for salt.